# 荒川橋 (上越市)
荒川橋（あらかわばし）は、新潟県上越市川原町 - 中央2丁目の関川に架かる新潟県道468号大潟上越線の橋長235 m（メートル）の桁橋。

## 概要

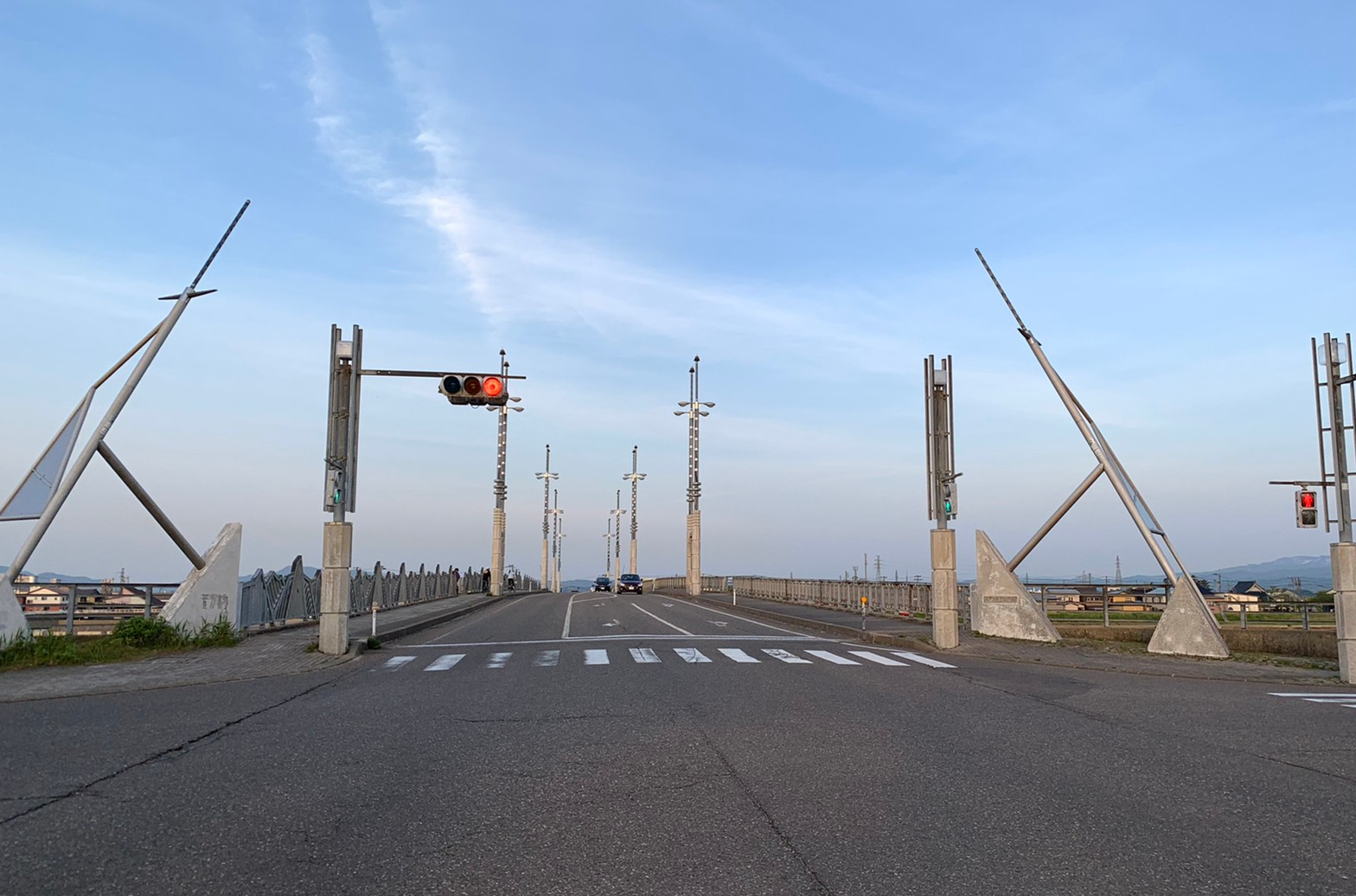
左岸側から（2021年5月）

直江津橋は、上流の直江津橋と共に、関川の東西に広がる直江津市街地を結ぶ橋である。
下流側の高欄は妙高の山を意匠し、照明灯は本橋周辺で行われる直江津祇園祭に用いられる鉾からとり、親柱は直江津港の船をかたどっている。
- 形式 -  5径間連続PC箱桁橋
- 橋長 - 235 m
- 幅員 - 13 m

## 歴史
関川の下流部は荒川と呼ばれることが多く、頻繁に洪水を起こしていた。
古来より関川の河口部は直江津の湊が開かれ、同地付近に北陸道が関川を渡る橋として応化橋（おうげのはし）がかけられていた。江戸時代になり、松平忠輝が福島城を放棄して高田城を築城すると、高田の発展のため応化橋も破棄され、その後明治になるまで架橋されることは許されなかった。
以後、直江津の荒川（関川）には、2か所の渡しが設けられ、上の渡しは現在の信越本線の荒川橋梁より上流側にあり、下の渡しは現在の荒川橋よりやや下流側を渡っていた。
1871年（明治4年）、荒川の河口部に上の渡し付近に再び橋が架けられ、平安時代の和歌に由来する名古の継橋の名で出願され、完成後は直江津橋と呼ばれた。翌、1872年（明治5年）に荒川橋として改めて架橋の許可を得て、11月に橋長174 m、幅員5.5 mの木橋が竣工したが、1897年（明治20年）流失した。同年仮橋を架けるも1899年（明治22年）これも流出する。
1902年（明治35年）に現在の荒川橋の位置にかけなおされる。1933年（昭和8年）に永久橋への架け替えが着工し、1934年（昭和9年）4月2日に橋長149 m、幅員7.3 mの13径間鋼鈑桁橋になった。この橋の下部工は高島組によって施工された。
その後、関川の河川改修に伴い、1994年（平成6年）7月に新橋が完成した。
なお、直江津橋は1899年（明治32年）に現在の位置に共同出資による銭取橋として架けられ、何度かの架け替えを経て現在に至っている。また、1897年（明治20年）にはかつての下の渡しのところに11人により出資された永代橋という有料橋が架橋されたが、度たび流失し1903年（明治36年）に町営で架け直された。この橋は1945年（昭和20年）に軍により撤去され、現在は存在しない。